# Don’t Hug Me, I’m Scared
Don’t Hug Me I’m Scared (с англ. «Не обнимай меня, мне страшно», иногда сокращается до DHMIS) — британский веб-сериал (впоследствии также ТВ-шоу), выполненный в стиле кукольного шоу, созданный студией Blink Industries. Сериал повествует о приключениях трёх друзей, попадающих в жуткие и непонятные ситуации.

## Сюжет
Действие каждой серии начинается как пародия на детское кукольное шоу, наподобие «Улицы Сезам». В центре сюжета три друга — Утка, Жёлтый и Красный. Сюжет в течение действия приобретает сюрреализм и к концу становится всё более жутким и шокирующим. Концовка серии, как правило, содержит элементы насилия и кровопролития.
Сюжет каждой серии имеет скрытый смысл, посвящённый той или иной проблеме, затрагиваемой в серии. Создатель сериала Джозеф Пеллинг заявил, что каждый может понять смысл серии по-своему и прийти к своим собственным выводам.
Многие теоретики придерживаются мысли о том, что всё происходящее в эпизодах нереально.
ТВ-шоу отличается от веб-сериала более широким хронометражем серий (от 20-ти минут) и раскрытием характеров главных героев.

## Список серий

### Веб-сериал
1. Эпизод о креативности
2. Эпизод о времени
3. Эпизод о любви
4. Эпизод о компьютерах
5. Эпизод о полезной еде
6. Эпизод о снах

### ТВ-шоу
1. Эпизод о работах
2. Эпизод о смерти
3. Эпизод о семье
4. Эпизод о дружбе
5. Эпизод о транспорте
6. Эпизод об элекричестве

## Персонажи

### Протагонисты
Утка — один из трёх протагонистов сериала. Представляет собой антропоморфную зелёную утку в тёмно-коричневом костюме, голос которого обработан автотюном. Представляет старшее поколение, является самым пожилым из героев. Из тройки главных героев представляется самым или достаточно умным, поскольку с недоверием относился к «учителям», проявил интересные знания о природе времени во втором эпизоде. Был съеден Жёлтым в виде банки в пятом эпизоде. В новом сезоне,он немного изменился, его голос стал звучать без автотюнинга, он стал более вспыльчивым, а также эгоистичным. Реальное имя персонажа неизвестно, однако на его надгробии во втором эпизоде ТВ-шоу было написано имя Дэвид (хотя сам Утка утверждает, что его зовут не так).
Жёлтый парень — один из протагонистов сериала. Представляет собой, вероятно, самого младшего персонажа сериала. Кажется более глупым и инфантильным, чем все остальные. Его настоящее имя — Дои (судя по некоторым постам в Инстаграме Бекки). Его фамилия Гриблсстон. Из-за его поведения фанаты считали его ребёнком, однако в пилотном выпуске ТВ-сериала ему исполняется 35 лет.
Красный парень — один из протагонистов сериала. Представляет, скорее всего, взрослое поколение. При этом кажется достаточно умным, поскольку больше остальных взаимодействует с «учителями» и задает им вопросы. Всегда говорит монотонным голосом. Был изгнан из шоу в четвёртом эпизоде, однако в пятом, судя по титрам, пытался дозвониться до Утки и Жёлтого. В шестой серии выясняется, что Красный не единственный в своём роде. Из четвёртого эпизода можно выяснить, что его настоящее имя начинается на "Др-", хотя на бэйджике его имя значится как “Красный парень”, англ. “Red guy”. В ТВ-шоу персонаж стал более раздражительным.

### Учителя
Блокнот — первый «учитель» главных героев. Рассказывает им о творчестве в первой серии, появляется в некоторых сериях на заднем плане. Единственный учитель, который сам отказался от своего урока.
Часы Тони — второй «учитель» главных героев. Рассказывает им про время во втором эпизоде. Явно недолюбливает главных героев. В новых эпизодах он является фоновыми персонажем и обычно ничего не говорит (кроме эпизода «Транспорт»). В эпизоде «Электричество» Красный и Утка, бродя по тёмному дому находят его мёртвое тело.
Бабочка Шригнольд — третий «учитель» главных героев. Рассказывает Жёлтому Парню о любви в третьей серии.
Компьютер Колин — четвёртый «учитель» главных героев. Рассказывает им о себе, виртуальном пространстве и о вещах, которые можно делать в нём в четвёртой серии. Он также появляется в серии «Дружба», где представлен как положительный персонаж.
Банка Шпината — живая банка со шпинатом, рассказывающая героям о здоровом питании.
Парень-Стейк — живой стейк размером с человека. Учит совсем противоположному правильному питанию и вводит главных героев в заблуждение. В эпизоде «Электричество», он бегает по тёмному пространству с ножом и ослепленными глазами, а также его фотография висит на холодильнике.
Хлеб — живая буханка хлеба. В эпизоде лишь стучит по крышкам двух банок в такт музыке. В эпизоде «Семья» появляется очень похожая на него буханка женского пола с тремя детьми.
Холодильник — живой холодильник, также рассказывающий героям о здоровом питании.
Банка-монстр — без эмоциональная живая консервная банка. Съел внутренности Утки, после чего скормил Жёлтому парню.
Лампа — ненадолго появляется в последней серии в качестве шестого «учителя». Рассказывает Жёлтому о снах и при этом надавливает на него. Также ненадолго появляется в эпизоде «Смерть», рассказывая Жёлтому о том, что может быть после смерти.

### Второстепенные учителя
Космический Парень — живая модель Солнечной системы, рассказывающая о космосе.
Футбольный парень — живой мяч для американского футбола, рассказывающий о разных видах спорта.
Магнит — оживший магнит, который имеет высокий голос. Должен был учить о том, как работает притяжение.
Лопата — ожившая лопата. Возможно, учил бы о земледелии.
Саксофон — живой саксофон в тёмных очках. Должен был рассказывать о музыке.
Файл — живой файл, рассказывающий о том, что в него нужно класть документы.
Светофор — живой светофор, рассказывающий о правилах дорожного движения.
Парень-Гель — живая банка с гелем. Возможно, должен был рассказывать о личной гигиене и уходе за телом.
Сигарета — живая сигарета. Возможно, учила бы тому, что курение вредно для здоровья (однако это противоречит самой задумке персонажа).
Бумбоксовый Парень — живой бумбокс.
Микрофон — оживший микрофон, с которым Красный парень выступал на сцене перед другими Красными парнями.
Кабель от Машины Учителей — разумный электрический кабель, от машины, которая управляет учителями.
Штекер — живой штекер. Возможно, учил бы об электричестве.

### Учителя ТВ-Шоу
Чемодан — первый «учитель» главных героев в ТВ сериале. Рассказывает им о работах. В эпизоде «Электричество» Красный и Утка, бродя по тёмному дому находят его мёртвое тело.
Гроб — второй «учитель» главных героев в ТВ сериале. Рассказывает им о том, как нужно готовиться к смерти и что нужно делать на похоронах.
Лили и Тодни — близнецы, третьи «учителя» главных героев в ТВ сериале. Рассказывают им о семейных ценностях. В конце эпизода были предположительно убиты Роем.
Червь Уоррен — червь, называющий себя орлом. На протяжении эпизода ведёт себя как телеведущий. Четвертый «учитель» главных героев в ТВ сериале. Рассказывает им о дружбе. В конце эпизода, судя по всему был убит.
Мистер Чу-Чу — старый паровоз, способный перевоплощаться в другие виды транспорта. Пятый «учитель» главных героев в ТВ сериале. Рассказывает им о транспорте.
Электрический щиток Электрейси — шестой «учитель» главных героев в ТВ сериале. Рассказывает им о важности электричества. На протяжении почти всей второй половины эпизода находится не в лучшем состоянии, из-за чего в доме пропадает электричество.

### Прочие
Рой Гриблсстон — один из самых загадочных персонажей шоу. Отец Жёлтого парня. Упоминается в титрах каждой серии (а также присутствует почти в каждой как отсылка/полноценное появление). В шестом эпизоде веб-сериала видно, что при помощи специального устройства (УчиМашины) он управлял жизнью главных героев, генерируя учителей.
Финансист — некий коричневый монстр в зелёной мантии. Появлялся в рекламных роликах Кикстартера, где грозился расправой над персонажами, если не наберётся нужная сумма.
Друзья Шригнольда (Кролик, Лягушка, Пушистик, Единорог и Дерево) — также, как и Шригнольд являются «учителями» главных героев и рассказывают Жёлтому Парню о любви.
Избранница Жёлтого Парня — выглядит как женская версия Жёлтого парня. Впервые появилась в третьей серии, когда Шригнольд говорит что нужно сохранить любовь для избранницы.
Малколм — божество любви, появляющийся в третьем эпизоде. Все друзья Шригнольда и он сам поклоняются ему. Его нужно кормить гравием, иначе он разозлится.
Глобус Гилберт — должен был быть учителем главных героев в четвертой серии, однако его прервал Колин.
Дубликат Утки из второго эпизода — появляется когда Красный парень нажимает по кнопкам Машины Учителей.
Синий Парень — альтернативная версия Красного парня.
Зелёный парень — альтернативная версия Жёлтого парня.
Красная Утка — альтернативная версия Утки.
Альтернативный Блокнот — первый учитель альтернативных версий главных персонажей.
Безработный Брэндон — старший брат Чемодана, но при этом ниже его и имеет высокий голос. Не имеет работы, но при этом просит не называть его безработным.
Энди, Клэр и Дункан — работники компании "Питерсон и сыновья и друзья. Кусочки и части в ограниченном количестве". Появляются в первом эпизоде после того, как Чемодан бесследно пропадает. Энди называет себя "нахальным парнем" и любит шутить, в то время как Клэр смеётся над его шутками (а также впоследствии выходит замуж за Жёлтого парня и у них рождается ребенок), а Дункан занимается оформлением веб-сайта компании.
Знак о мокром поле — живой знак о мокром поле, также присутствует на заводе компании "Питерсон и сыновья и друзья. Кусочки и части в ограниченном количестве". Судя по всему, очень любит, когда случаются несчастные случаи.
Факсимильный Аппарат и Мусорка — присутствуют в кабинете босса на заводе компании "Питерсон и сыновья и друзья. Кусочки и части в ограниченном количестве". Рассказывают Красному парню о том, как правильно быть начальником.
Мистер Перекус — платный автомат с едой. Выдает еду (а именно лазанью с черной водой и сигарой) только если у сотрудника есть талон.
Бесплатный автомат с едой — находится в очень потрепанном и почти сломанном состоянии. Вместо лазаньи выливает на руку непонятную светло-коричневую жижу.
Писсуар — второстепенный персонаж. Во время того как в туалете Жёлтый парень говорит со зрителем, он незаметно выходит покурить.
Компьютер в лифте — предназначен для успокаивания людей, что едут в лифте.
Заботливая собачка — существо, созданное также для того, чтобы успокаивать людей на сеансах.
Гроллтон и Ховрис — персонажи телесериала, который часто смотрят главные герои. Судя по всему являются пародией на Уоллеса и Громита.
Пачка салфеток — появляется на кухне главных героев после смерти Утки, вместе с остальными скорбящими друзьями "Дэвида".
Пятно Эдвардс — комок пластилина, второстепенный персонаж во втором эпизоде. Всегда на позитиве. На время стал заменой для Утки.
Семья Лили и Тодни (Отец, брат и бабушка) — второстепенные персонажи в третьем эпизоде. В конце, предположительно, были убиты Роем.
Семья Красного парня — ненадолго появляются в третьем эпизоде, когда Красный парень хотел сделать семейное фото с ними.
Воображаемые друзья Жёлтого парня (Первый зуб, Воспоминание о ванне с пеной, Странный Дэвид, Застенчивый воображаемый старший брат, Ямфердинкер) — появляются в четвертом эпизоде, когда Желтый парень разочаровывается в своих реальных друзьях и погружается в свой мозг.
Дитя времени — появляется ненадолго в пятом эпизоде. Должен был рассказывать главным героям о путешествии во времени и измерениях, но когда он пришел, их уже не было дома.
Навигатор — живой навигатор, который должен был указывать героям путь до пункта назначения во время их поездки, однако Красный парень отказался от его помощи.
Жители города Малховена — появляются в пятом эпизоде, в мыслях Желтого парня о жизни в городе.
Сейф — должен был учить героев о том, как правильно обращаться с деньгами, однако его урок сорвал поумневший Жёлтый парень.
Зеркало — должно было учить Жёлтого парня о том, как правильно смотреть на своё отражение, однако герой проигнорировал урок.
Большие Парни и Парни Побольше — более умные версии Утки и Красного парня. Появляются в шестом эпизоде, когда Жёлтый парень находит в доме лестницу, ведущую на этажи выше и поднимается по ней, найдя две комнаты с другими версиями Красного и Утки.
Знак "Не трогать" и Камень — второстепенные «учителя», появляющиеся в комнате Больших Парней.
Лесли — ещё один загадочный персонаж сериала. Женщина в странном костюме, играющая на пианино, сидя на самом верхнем этаже дома главных героев. Возле неё на пианино стоит макет дома персонажей с их фигурками, что может явно намекать на то, что она управляет сериалом и персонажами.

## Производство
Производством сериала занимается студия Blink Industries. Создателями сериала являются британские дизайнеры и аниматоры Бекки Слоун и Джозеф Пеллинг, состоящие в объединении ThisIsIt Collective, ранее занимавшиеся рекламой. Основой для сериала является кукольная анимация, иногда содержит элементы других видов (например, CGI или компьютерная анимация).
После релиза первых двух серий, создатели сериала начали кампанию на Kickstarter по сбору средств на создание ещё четырёх серий, которые будут выходить каждые три месяца. Кампания была успешно завершена сбором нужной суммы 19 июня 2014 года.
13 сентября 2018 года на официальном YouTube канале сериала вышел тизер продолжения который назывался «Wakey, Wakey» что в переводе означало «Проснись, проснись» . В нём показаны кадры пилотного выпуска ТВ-шоу.  Над продолжением сериала занимались компании «Conaco» и «Blink Industry». За месяц до 19 июня 2022 года тизер был удалён с YouTube канала. 19 июня 2022 года вышел новый тизер который называется «FLY» («МУХА»). Ближе к осени был выложен финальный тизер целого сезона ТВ-сериала с кадрами из всех предстоящих серий. Изначально эпизоды должны были выйти в начале сентября, но были перенесены на конец. Спустя некоторое время после выхода в сети, эпизоды были показаны по телевидению.
Мерчендайз сериала изначально представлял собой преимущественно одежду, а также аксессуары и DVD-диски с эпизодами. В середине 2023-го года появились мягкие игрушки главных персонажей, созданные компанией Kidrobot.